# Kawasaki Ki-100
Kawasaki Ki-100 byl japonský jednomotorový jednomístný stíhací letoun užívaný ve druhé světové válce. V japonské armádě dostal typ označení stíhací letoun typ 5 model 1A (五式戦闘機, Gošiki sentóki). Konstrukce tohoto letounu vychází z jeho předchůdce Ki-61-II KAI.

## Vznik
Vznik letounu Ki-100 byl následkem neuspokojivé kvality licenčních kapalinou chlazených řadových leteckých motorů Kawasaki Ha-40/140, dodávaných z továrny v Akaši pro stíhací Ki-61. Více než polovina s potížemi dodávaných pohonných jednotek opouštějících výrobní linku zde neprošla výstupní kontrolou. V dalším závodě Kawasaki, v Kagamigahaře, se tak hromadily stovky draků Ki-61-II KAI bez motorů. Dne 24. října 1944 bylo rozhodnuto o přizpůsobení draku Ki-61 pro instalaci dostupného hvězdicového motoru.

## Vývoj

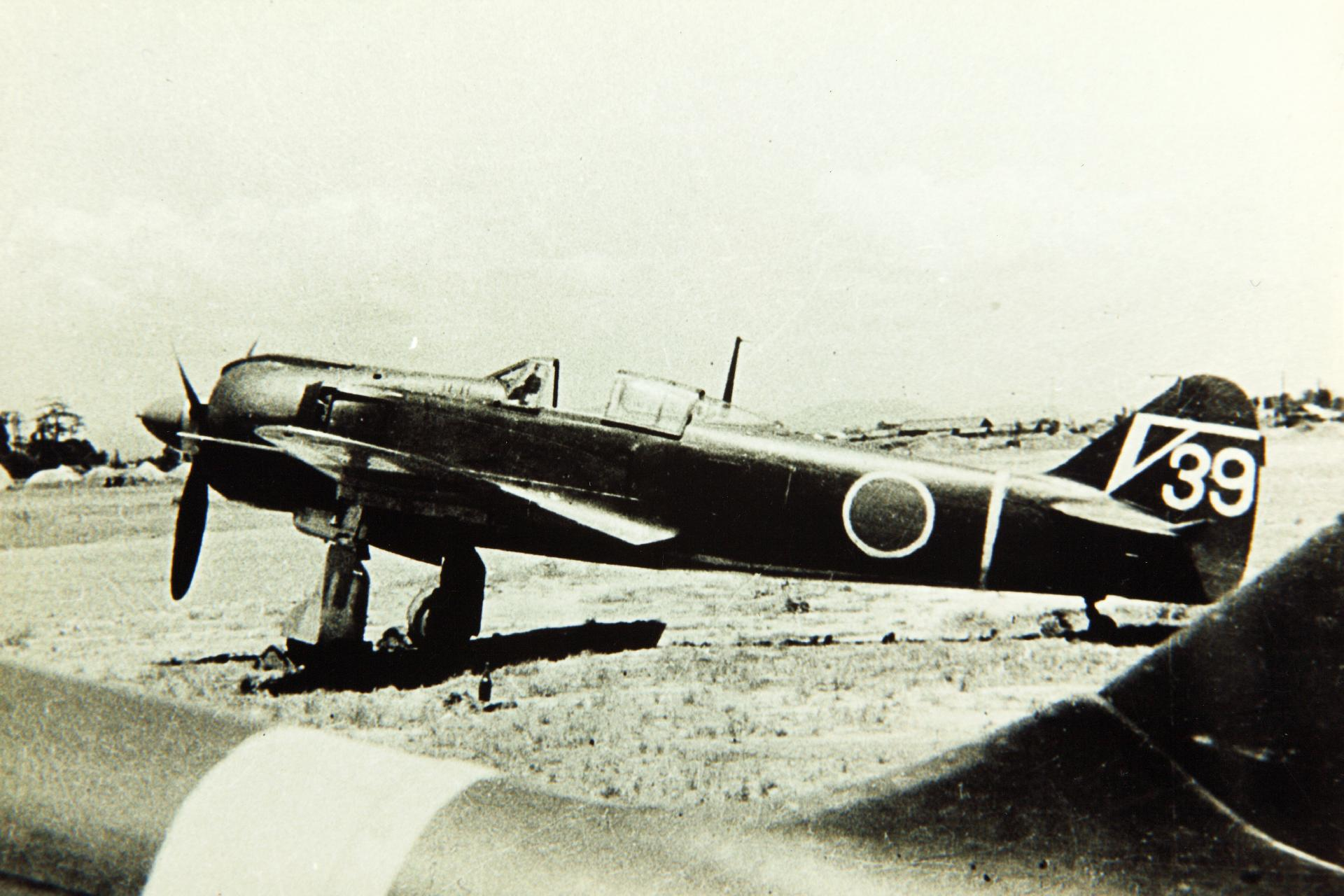
Kawasaki Ki-100-II Hien

Šéfkonstruktér Takeo Doi musel vyřešit problém, podobně jako sovětští konstruktéři při vzniku letounu Lavočkin La-5, jak v průřezu kruhový tvar hvězdicového motoru co nejlépe spojit s úzkým trupem Ki-61-II KAI při zachování dobrých letových vlastností stroje.
První ze tří prototypů Kawasaki Ki-100 byl zalétán 1. února 1945 na továrním letišti. Letoun byl poháněn vzduchem chlazeným dvouhvězdicovým čtrnáctiválcovým motorem Micubiši Ha-112-II o vzletovém výkonu 1119 kW. O 280 kg lehčí Ki-100 než Ki-61-II-KAI lépe stoupal, byl obratnější a při vzletu i přistání ovladatelnější než jeho předchůdce. Nižší horizontální rychlost byla vyvážena vyšší spolehlivostí motoru.
Úprava postavených draků Ki-61-II KAI pro zabudování hvězdicové pohonné jednotky byla zahájena v březnu 1945. Letouny Ki-100-Ia byly vyzbrojeny dvojicí synchronizovaných kanónů Ho-5 ráže 20 mm, instalovanými v trupu před kabinou. Pod křídlo mohly být zavěšeny celkem dvě pumy o hmotnosti 250 kg, nebo dvěstělitrové přídavné nádrže.
V červnu 1945 se na výrobní lince započalo s produkcí verze Ki-100-Ib, která byla již od počátku stavěna v nové úpravě. Snížená zadní část trupu umožnila instalaci kapkovitého překrytu pilotního prostoru. Podobně jako u Ki-100-Ia nebyly většinou z důvodu zvýšení rychlosti a ovladatelnosti montovány křídelní velkorážné kulomety Ho-103. Ze 118 vyrobených kusů Ki-100-Ib postavila dvanáct improvizovaná továrna v Cuiki v prefektuře Mijaki.
V květnu 1945 byly zahájeny zkušební lety prvního ze tří prototypů Ki-100-II s motorem Ha-112-IIRu, jehož výkony v operační výšce B-29 měl zlepšit turbokompresor Ru-102 umístěný mezi šachtami podvozku. Sériová výroba nebyla do závěru války zahájena.

## Nasazení
Letouny Ki-100 působily v bojových útvarech od března 1945. Tvořily výzbroj, nebo její část, osmi perutí nasazených především v bojích o Okinawu (např. 17. Sentai) a při obraně Japonských ostrovů (např. 5. Sentai v Gifu a 59. Sentai ve Fukuoce).

## Specifikace (Ki-100-Ib)

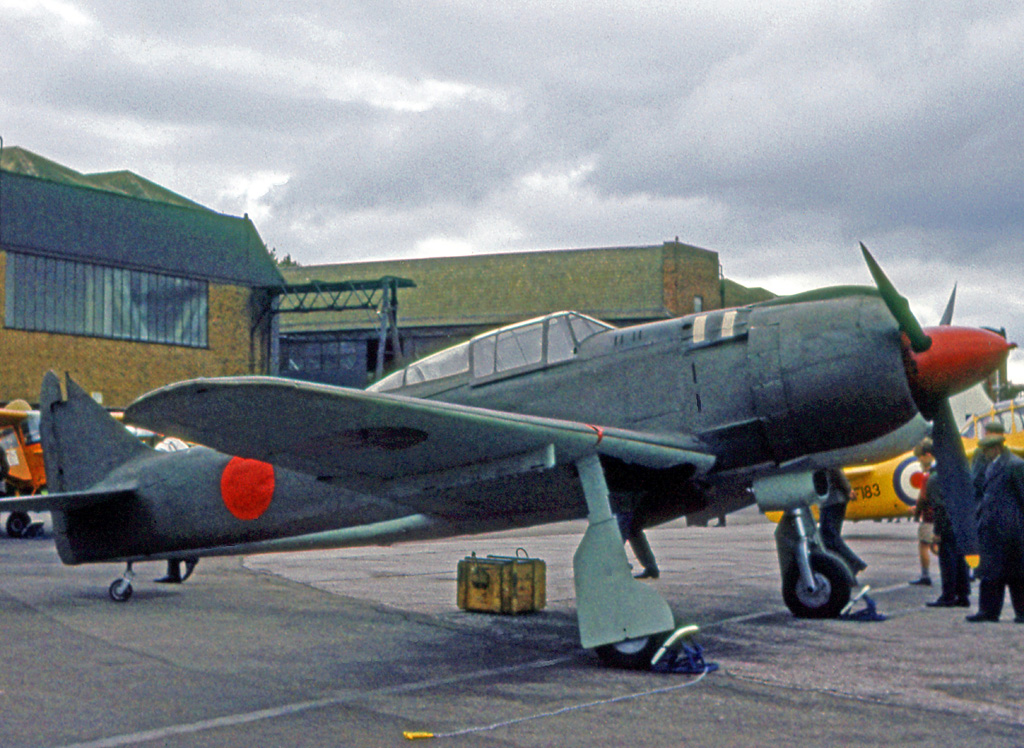
Kawasaki Ki-100 na základně Royal Air Force Ternhill, 15. září 1962

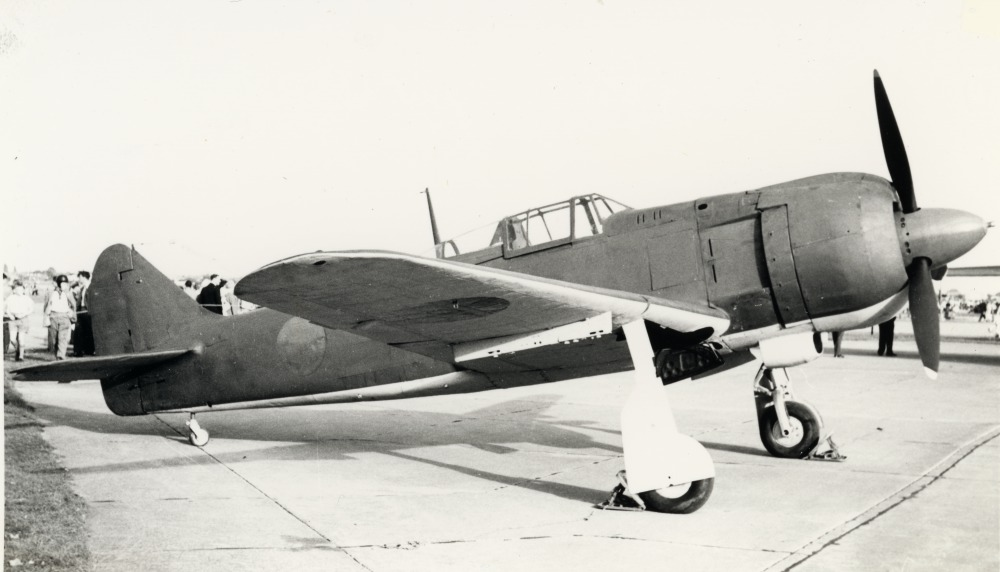
Kawasaki Ki-100-Ib

Údaje podle

### Technické údaje
- Osádka: 1
- Rozpětí: 12 m
- Délka: 8,82 m
- Výška: 3,75 m
- Nosná plocha: 20,00 m²
- Hmotnost prázdného letounu: 2 525 kg
- Vzletová hmotnost: 3 794 kg
- Pohonná jednotka: 1 × dvouhvězdicový čtrnáctiválec Micubiši Ha-112-II

### Výkony
- Max. rychlost u země: 580 km/h
- Cestovní rychlost v hladině 4000 m: 400 km/h
- Doba výstupu: 6 min / 5 000 m
- Dostup: 11 500 m
- Dolet bez/s příd. nádrží: 1 400 / 2 200 km

### Výzbroj
- 1 × synchronizovaný kanón Ho-5 ráže 20 mm v trupu
- 2 × kulomet Ho-103 ráže 12,7 mm v křídle (obvykle neinstalovány)
- 2 × 250kg puma